# Waikato Stadium

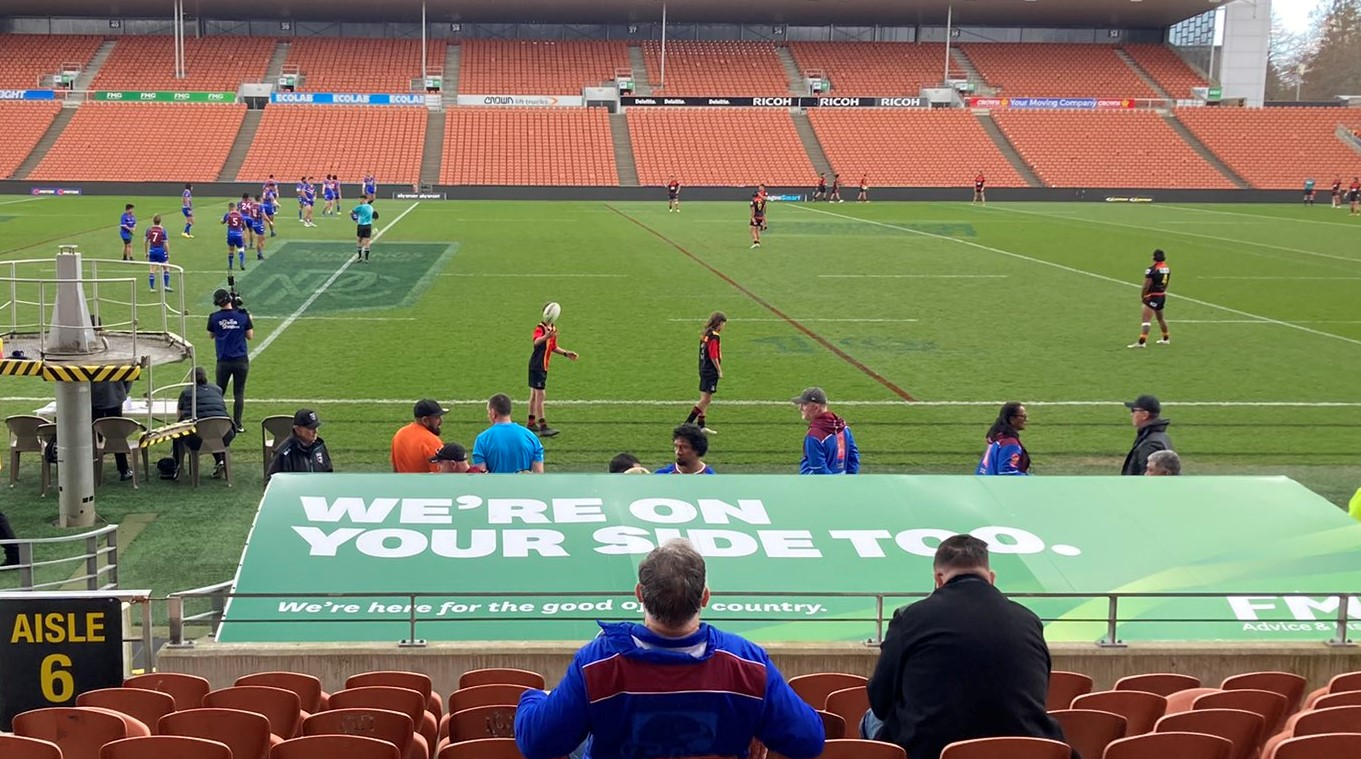
Waikato Stadium em 2022

O FMG Stadium Waikato é um importante local de eventos esportivos e culturais em Hamilton, Nova Zelândia, com capacidade total de 25.800 pessoas. Quatro áreas contribuem para essa capacidade: o estande Brian Perry com 12.000, o estande WEL Networks com 8.000, o Goal Line Terrace com 800 e o Greenzone com capacidade para 5.000 pessoas. A capacidade pode ser estendida, no entanto, adicionando temporariamente 5.000 lugares à área do Goal Line Terrace. O estádio, de propriedade do Conselho Municipal de Hamilton, hospeda regularmente duas equipes da união de rugby :
- Os Chiefs na competição de Super Rugby do Hemisfério Sul.
- O lado Waikato na principal competição provincial de rugby do país, a Mitre 10 Cup .

## História
Em 1925, o Rugby Park foi inaugurado. Em 1930, uma partida de rugby entre Waikato e Grã-Bretanha foi transmitida pela primeira vez pelo rádio em Hamilton . Em 1937, a África do Sul visitou Hamilton diante de um público recorde de 13.000 pessoas. Um dos jogos mais memoráveis no campo foi em 1956, quando Waikato derrotou o time visitante Springboks Rugby com mais de 31.000 pessoas presentes. Em 1958, o Rugby Park iniciou a atualização de uma nova arquibancada que foi inaugurada em 1959. Em 1981, o Rugby Park sediou parte da infame turnê Springbok de 1981, onde a partida foi cancelada devido ao campo ser invadido por manifestantes. 1987 viu o Rugby Park sediar sua primeira partida da Copa do Mundo de Rugby, Fiji x Argentina.
Em 1996, o Waikato Regional Sports and Event Center Trust foi formado quando foi decidido que a cidade precisava de um novo estádio esportivo para atrair mais eventos e jogos esportivos. A cidade de Hamilton anunciou planos para substituir o Rugby Park e o principal local de críquete da cidade, Westpac Park, por um único grande estádio oval no local do Rugby Park. No entanto, isso foi reconsiderado mediante um financiamento de apenas NZ$ 270 milhões em financiamento, muito aquém dos estimados NZ$ 520 custo de milhões. Em seguida, decidiu reconstruir e modernizar os dois estádios em menor escala, reduzindo o custo total para NZ$ 30 milhão. Em 2000, a construção do Waikato Stadium começou e, em 2002, o Waikato Stadium abriu oficialmente com uma partida de rugby Super 12 entre Chiefs e Crusaders .
Em 1 de outubro de 2015, o Waikato Stadium ficou conhecido como FMG Stadium Waikato depois que um acordo de direitos de nomeação de 10 anos foi aprovado.

## Instalações
O FMG Stadium Waikato é uma instalação multifuncional, embora usada principalmente para a união do rugby . Como muitos campos esportivos na Nova Zelândia são multifuncionais (nomeadamente servindo a união de rugby e críquete ), o estádio é frequentemente considerado um dos melhores estádios retangulares puros para códigos esportivos baseados em futebol na Nova Zelândia. É a casa da equipe Waikato Mitre 10 Cup, a equipe Chiefs na competição Super Rugby e, ocasionalmente, recebeu jogos internacionais para os All Blacks da Nova Zelândia. Também foi a casa do Waikato FC no Campeonato de Futebol da Nova Zelândia (NZFC) e foi usado para Copas do Mundo de grupos etários da FIFA. Ele raramente recebeu partidas para a equipe da liga de rugby New Zealand Warriors na competição National Rugby League (NRL). O estádio também atende a eventos e eventos privados em suas diversas instalações. Esses serviços incluem: Gallagher Lounge, Bronze Lounge, Genesis Energy Lounge, Radio Sport Lounge, Clarke Lounge, Network Lounge, Boardroom e TV Commentary Room.

## Eventos notáveis
FMG Stadium Waikato (então conhecido como Rugby Park) foi o anfitrião de uma das partidas durante o Springbok Tour de 1981 . No entanto, o jogo contra o Waikato foi cancelado diante de um full house no Rugby Park. Uma invasão de campo por várias centenas de manifestantes anti-tour e rumores de que uma aeronave leve havia sido roubada de Taupo e se dirigia para o Rugby Park provou ser demais para as autoridades.

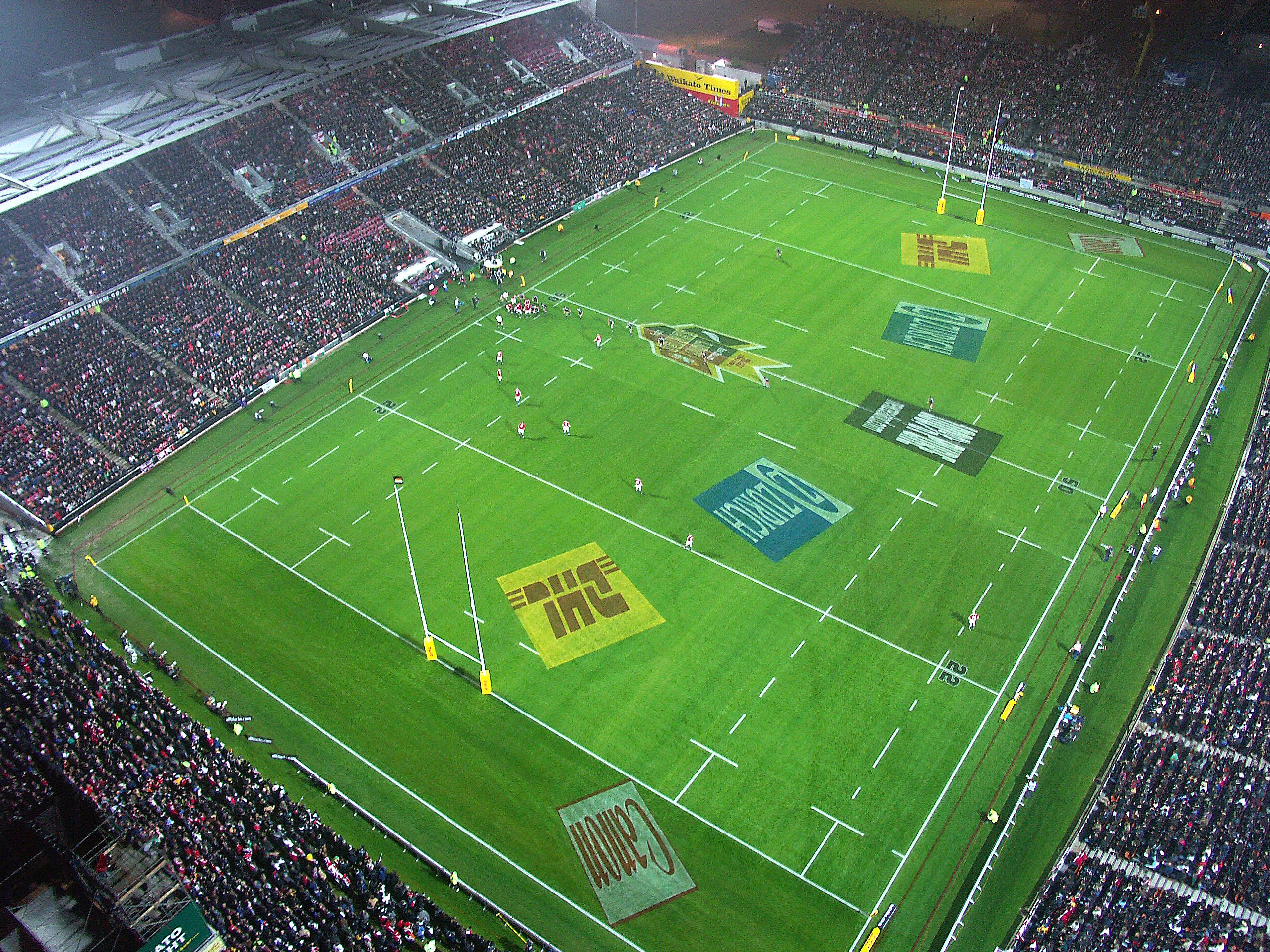
Waikato Stadium, Nova Zelândia Maori x British & Irish Lions, 2005

Desde 2002, o estádio recebe uma variedade de eventos que vão desde eventos esportivos a eventos culturais. Isso inclui: Rugby Internacional Masculino e Feminino, Super Rugby, Rugby Mitre 10 Cup, Kingz e Wellington Phoenix futebol, Impact World Tour, Habitat for Humanity, Summer Jam, Volcanic Paintball, Crusty Demons, WIPSEC Concert Cultural, Regional/National Marching Championship, NRL New Zealand Warriors, partidas do Waikato FC NZFC, Kiwi Bowl Gridiron e futebol internacional.
Em 11 de junho de 2005, o Waikato Stadium foi o anfitrião de uma histórica, primeira vitória da equipe da União de Rugby Maori da Nova Zelândia (mais tarde renomeada Māori All Blacks ), sobre os leões britânicos e irlandeses em turnê .
Foi um dos quatro estádios-sede da Copa do Mundo Feminina Sub-17 da FIFA 2008, recebendo seis partidas da fase de grupos e duas quartas de final. O Estádio FMG Waikato também sediou três partidas de bilhar para a Copa do Mundo de Rugby 2011 – País de Gales vs. Samoa, País de Gales vs. Fiji e Nova Zelândia vs. Japão.
Em 4 de agosto de 2012, o estádio sediou a final do Super Rugby de 2012 entre os Chiefs e os Sharks .
Em 2017, o Waikato Stadium sediou seus primeiros jogos de teste da liga de rugby com dois jogos do Grupo B da Copa do Mundo de Rugby League de 2017 - Samoa vs. Tonga (18.156 espectadores) e Nova Zelândia vs. Tonga (24.041 espectadores).
Em 2018, o New Zealand Sevens foi realizado de 3 a 4 de fevereiro.
Em 2023, será usado como uma das sedes da Copa do Mundo Feminina da FIFA .